# Resolutie 127 Veiligheidsraad Verenigde Naties
Resolutie 127 van de Veiligheidsraad van de Verenigde Naties was de eerste van vijf resoluties 1958. De resolutie werd met unanimiteit aangenomen, en vroeg Israël activiteiten tussen de demarcatielijnen in Jeruzalem op te schorten tot was onderzocht wie eigenaar was van wat in het gebied. Israëlis mochten geen gebruik maken van Arabische eigendommen en vice versa, tenzij anders overeengekomen.

## Achtergrond
Israël had wapenstilstandsakkoorden afgesloten met haar Arabische buurlanden, waaronder Jordanië. Er waren demarcatielijnen bepaald die de verschillende strijdende partijen moesten scheiden.

## Inhoud
De Veiligheidsraad:
- Herinnert de klacht van Jordanië over Israëlische acties tussen de demarcatielijnen in Jeruzalem.
- Heeft het rapport over de zone van de stafchef van de VN-Bestandtoezichtsorganisatie overwogen.
- Merkt op dat de status van de zone afhangt van het Israëlisch-Jordanisch Algemeen Wapenstilstandsakkoord en dat geen van beiden er enige soevereiniteit heeft.
- Wenst de spanningen te verminderen en nieuwe incidenten te vermijden.

1. Draagt de stafchef op de activiteiten in de zone te regelen zoals vastgelegd in het wapenstilstandsakkoord. Tenzij wederzijds overeengekomen mogen Israëlis geen Arabische eigendommen gebruiken en vice versa.
2. Draagt de stafchef op een onderzoek te voeren naar de eigendommen in de zone.
3. Steunt de aanbevelingen van de stafchef:
a. De partijen moeten via de Gemengde Wapenstilstandscommissie de burgeractiviteiten in de zone bespreken.
b. Tot het onderzoek is afgelopen moeten activiteiten in de zone opgeschort worden.
c. Deze besprekingen moeten binnen twee maanden afgerond worden.
d. De Veiligheidsraad moet worden ingelicht over het resultaat ervan.
4. Roept de partijen op samen te werken met de stafchef om de aanbevelingen uit te voeren.
5. Roept de partijen op geen krijgsmachten over de demarcatielijnen te sturen en militaire installaties te vernielen in de zone.
6. Roept de partijen op om de instrumenten uit het Wapenstilstandsakkoord te gebruiken om dit akkoord uit te voeren.
7. Vraagt de stafchef over de uitvoering van deze resolutie te rapporteren.

## Verwante resoluties
- Resolutie 101 Veiligheidsraad Verenigde Naties (1953)
- Resolutie 162 Veiligheidsraad Verenigde Naties (1961)

Lijst ·  127 ·  128 ·  129 ·  130 ·  131